# Добберт, Эдуард Яковлевич
Эдуард Яковлевич Добберт (1839—1899) — немецкий историк искусств, профессор.

## Биография
Родился 13 (25) марта 1839 года в Санкт-Петербурге. После окончания Петришуле в 1857 году начал изучать историю в Дерптском университете. В 1858 году вместе со своим другом Александром Брикнером уехал в Йену; слушал лекции Дройзена и Куно Фишера. Затем переехал в Берлин, где был одним из учеников Карла Вердера. В 1860 году перебрался в Гейдельбергский университет, где под руководством Людвигу Гейссера написал диссертацию «Das Wesen und der Geschäftskreis der Missi Dominici» и в 1860 году получил степень доктора философии.
Вернувшись в Санкт-Петербург, в 1861—1869 годах преподавал историю преимущественно в частных гимназиях; в 1864—1867 года был преподавателем истории и географии в гимназии Видемана. В 1866 году основал немецкоязычный петербургский еженедельник «St.-Petersburger Wochenschrift», имевший целью знакомить немецкую публику с современной и прошлой культурой России. Познакомившись с коллекциями Императорской академии художеств, летом 1869 года он совершил поездку в Новгород, Москву, Киев и Одессу, с целью изучения сохранившихся там памятников византийского и древнерусского искусства, а затем вновь поехал в Германию изучать историю искусства; поселился в Мюнхене, где занимался в художественных музеях и в Публичной библиотеке, а также слушал в Мюнхенским университете лекции профессоров Брунна и Месмера. Свою первую работу по истории искусства он написал в 1869 году.
Следовавшее после того девятимесячное пребывание свое в Санкт-Петербурге он употребил, главным образом, на изучение византийского и русского искусства в Древнехристианском музее Академии художеств, в других её собраниях и в рукописном отделении Императорской публичной библиотеки. Совершив в 1871—1872 гг. путешествие с научной целью по Италии, он был допущен к чтению лекций в Мюнхенском университете в качестве приват-доцента, но весной 1873 года получил из Берлина приглашение на кафедры истории искусства в местных Академии художеств и Высшей технической школе. В летнее время совершал научные экскурсии в разные страны — Италию, Францию, Россию и в различные области Германии. В Высшей технической школе он был ректором в течение 1885—86 учебного года.
Состоял членом совета Берлинской академии художеств, членом Императорского немецкого археологического института, почётным вольным членом Императорской академии художеств (с 1878) и членом Московского археологического общества (с 1880).
Умер в Герзау (Швейцария), 30 сентября 1899 года.
Главные научно-литературные труды: «Die Darstellung des Abendmahls durch die byzantinische Kunst» (в «Jahrbuch. für Kunstwissensch.» А. Цана, IV т., 1871); «Das Abendmahl Christi in der bildenden Kunst bis gegen den Schluss des XIV Jahrh.» (в «Repertorium f. Kunstwissensch.» Г. Яничека, XIII т., 1890 и послед.); «Ueber den Styl Niccolo Pisano’s und dessen Ursprung» (Мюнхен, 1873); часть 7-го т. во 2-м изд. «Истории образных искусств» Шназе, охватывающая собой средневековую эпоху Италии и крайние области западного искусства; монография о семействе Пизано, Джотто, Сьенской живописной школе, Андреа Орканья и Беато-Анджелико в издании Р. Доме: «Kunst u. Künstler d. Mittelalters u. d. Neuzeit» (II Abth., 1 Bd.; Лпц., 1878) и «Der Triumph des Todes im Campo Santo zu Pisa» (в "Repertorium f. Kunstwiss., IV т., 1881). Из прочих сочинений Добберта, посвященных русским художникам и способствовавших распространению в Германии правильных понятий о состоянии искусства в России, являются статьи во «Всеобщем словаре художников», выходившем в свет под редакцией Ю. Мейера. Также им были опубликованы биографии К. П. Брюллова (в «Nordische Presse», 1871) и А. А. Иванова (в «National-Zeitung», 1881).